# Майтубек (Майський район)
Майтубе́к (каз. Майтүбек) — село у складі Майського району Павлодарської області Казахстану. Адміністративний центр та єдиний населений пункт Майтубецького сільського округу.
Населення — 502 особи (2021; 635 у 2009, 1092 у 1999, 1416 у 1989).
Національний склад станом на 1989 рік:
- казахи — 42 %
- росіяни — 31 %

До 1994 року село називалось Жанатурмис.